# تشارلز براند (سياسي)
تشارلز براند (بالإنجليزية: Charles Brand)‏ هو مصرفي وسياسي أمريكي، ولد في 1 نوفمبر 1871 في يوربانا في الولايات المتحدة، وتوفي في 23 مايو 1966 في ملبورن بيتش في الولايات المتحدة. حزبياً، نشط في الحزب الجمهوري. وقد انتخب عضو مجلس النواب الأمريكي.